# Koenigsegg CCXR
Koenigsegg CCXR — гиперкар производства компании Koenigsegg. Автомобиль является «экологически чистой» модификацией модели CCX, с изменённым двухкамерным нагнетателем, с двигателем V8 от модели CCX, использующим как биотопливо E85 или E100 (этанол), так и стандартный бензин с октановым числом 98. Разрабатывался как один из самых быстрых в мире автомобилей серийного производства.

## Дизайн и технические характеристики
Под капотом модели CCXR установлен тот же двигатель что и у модели CCX. Однако двигатель обладает рядом сильных отличий от стандарта, так как он адаптирован для работы на биотопливе Е85. Двигатель CCXR развивает на 212 л.с. больше чем модель CCX. Возросшая мощность является результатом охлаждающих свойств этанола, что позволяет установить более высокое давление в цилиндрах; кроме того, у биотоплива выше октановое число — 113 (для сравнения ОЧИ бензина в Америке 95, в Европе — 100). Увеличился также расход топлива: 18—22 л на 100 км у CCXR против 17 л у CCX.
Небольшие изменения в двигателе затронули лишь топливные форсунки, модернизацию топливных каналов и поршневых колец, и улучшенные настройки турбонаддува.

При работе на обычном бензине CCXR развивает 806 л. с., на биотопливе двигатель способен развить 1018 л.с.

Основатель компании и создатель машины Кристиан фон Кёнигсегг сказал: «Наши инженеры не могли поверить в эти цифры, когда мы тестировали машину».
Максимальная скорость при этом может превышать 400 км/ч, и по некоторым данным достигать отметки скорости в 417 км/ч..
- Торможение 100-0 км/ч — 32 м
- Максимальная перегрузка — 1,4 G
- Соотношение веса к мощности — 1,26 кг/1 л. с.

Внешне автомобиль CCXR не отличается от модели CCX и представляет собой скорее более мощный вариант и экологически чистую версию.

Гарантия на техобслуживание автомобиля составляет 2 года с момента покупки.

## Специальные версии

### CCXR Edition
Автомобиль является «финальной» модификацией модели CCXR, в которой дебютировала первая система F1 Paddleshift от Koenigsegg b полностью  отсутствует лако-красочное покрытие кузова. Также имеет возможность использования flexfuel.
Модель получила мотор собственной разработки "Koenigsegg aluminium V8" И получила на 14 лошадиных сил больше чем на модели CCXR.
- Разгон 0-100 км/ч  — 2.9 Секунды
- Разгон 0-200 км/ч  —  8.75 Секунд
- Разгон — торможение 0-200-0 км/ч  — 13 Секунд
- Разгон — торможение 0-300-0 км/ч  —  25.5 Секунд
- Максимальная скорость — 400+ км/ч (без заднего антикрыла)
- Торможение 100-0 км/ч — 32 Метра
- Расход топлива (Трасса) 18 Литров/100 Километров (Биоэтанол Е85)
- Расход топлива (Смешанный Цикл) 22 Литра/100 Километров (Биоэтанол Е85)[6]

Внешне автомобиль Koenigsegg CCXR Special Edition отличается от CCXR новым двойным антикрылом F1, пересмотренным аэро-пакетом с уникальным и большим передним сплиттером и боковыми крылыями, вентиляционными отверстиями на колесах в верхней части кузова, а также информационно-развлекательной системой с сенсорным экраном с навигацией и измерителем силы тяжести.
Также на заднем бампере Koenigsegg CCXR Special Edition находится табличка с надписью "Special Edition"
В 2008 году компания Koenigsegg представила специальный проект под названием Edition. Она состояла из 20 моделей, 14 из которых выпущены в версии 'CCX Edition' и только 6 автомобилей были изданы в версии CCXR Edition.
Автомобили серии 'Edition' оснащались специальным антикрылом и лёгкими колёсами из полированного алюминия. Все кузовные панели изготавливались из карбона и не окрашивались. Интерьер Koenigsegg CCXR в этой серии тоже претерпел изменения. Цвет спортивных сидений теперь совпадает с цветом кожаных ковриков под ногами. Был выполнен специальный интерьер, добавлены: камера заднего вида, спутниковая навигация, Bluetooth и легкая выхлопная система Inconell.
Также автомобиль оснащен выпускной системой из жаропрочного, лёгкого сплава Inconel на основе никеля. Гарантия и бесплатное техобслуживание автомобиля на два года с момента покупки, цена автомобиля составляла 1 500 000€.. CCXR Edition, в отличие от CCXR, получил модифицированные амортизаторы, более жесткие пружины и более жесткие  стабилизаторы поперечной устойчивости.
Тираж автомобиля составил 6 штук CCXR Edition и 14 CCX Edition.

### CCXR Trevita
гиперкар, ограниченный выпуск Koenigsegg CCXR с алмазным покрытием из углеродного волокна. Trevita — это сокращение на шведском языке, которое переводится как «три белых». Запатентованное алмазное покрытие Koenigsegg, полностью разработанное Koenigsegg, является новым и уникальным способом производства углеродного волокна, используемого для CCXR Trevita. Используя этот новый и уникальный метод, автопроизводителю Koenigsegg удалось покрыть волокна алмазным покрытием. Обработка волокна проводится осторожно в небольших количествах, перед дальнейшей обработкой материала для производства.
Первоначально планировалось построить 3 экземпляра CCXR Trevita, однако из-за сложности изготовления специального алмазного покрытия из углеродного волокна было изготовлено только 2 экземпляра, что сделало его одним из самых редких автомобилей, производимых Koenigsegg. Оба автомобиля были оснащены кузовом Koenigsegg Shimmering Diamond Weave, двухпалубным задним антикрылом из углеродного волокна, выпускной системой из жаропрочного, лёгкого сплава Inconel на основе никеля, карбоново-керамическими тормозами с ABS, подушками безопасности. Koenigsegg CCXR Trevita также является одним из самых дорогих спортивных автомобилей стоимостью 4.800.000 долларов США.